# 阿登·埃弗斯梅
簡·阿登·埃弗斯梅（英語：Jean Arden Eversmeyer，1932年4月4日—2022年11月14日）是美國一名關注女同性戀社群的社會活動家。她成立了“五十歲以上女同性戀者組織（Lesbians Over Age Fifty）”和“老年女同性戀者口述歷史項目”兩個組織，旨在讓老年女同性戀者獲得關注和社群意識並記錄她們的故事。

## 早年境況
阿登·埃弗斯梅於1932年4月4日出生在美國威斯康辛州的史蒂文斯角市，她的父母是赫伯特·埃弗斯梅（Herbert Eversmeyer）和奧黛麗·埃弗斯梅（Audrey Eversmeyer）。埃弗斯梅於1951年從德克薩斯女子大學畢業，獲得健康與體育教育學的學士學位。隨後她又在1964年從山姆休士頓州立大學獲得教育學的碩士學位。

## 職業生涯
阿登·埃弗斯梅曾在得克薩斯州的公立學校工作。她的職業生涯始於普萊諾，而絕大部分時間都在帕薩迪納獨立學區和休斯敦獨立學區擔任教育者或輔導員。在工作了30年後，埃弗斯梅於1981年退休。

## 社會活動
1985年，阿登·埃弗斯梅開始參與針對女同性戀者的社群活動。她於1987年創立了“五十歲以上女同性戀者”組織，該組織旨在為休斯敦的中、老年女同性戀者們創建安全的聚會場所和社交網絡。而在此後的14年裡，埃弗斯梅還在“老年女同性戀尋求變革組織（Old Lesbians Organizing for Change）”的指導委員會任職。老年女同性戀尋求變革組織是一個面向全美55歲及以上女同性戀者的組織，她們致力於打破年齡歧視並促進社會正義。
1998年，埃弗斯梅又創立“老年女同性戀者口述歷史項目”。該組織對70歲以上的女同性戀者進行採訪，捕捉她們的個人故事並藉此記錄20世紀女同性戀者的生存情況。該項目的志願者們從全球搜集了800多個故事。老年女同性戀者口述歷史項目目前已經出版了兩部口述歷史書籍，它們分別是2009年發行的《年齡禮物：老年女同性戀的生活故事（A Gift of Age: Old Lesbian Life Stories）》和2012年發行的《無需道歉：老年女同性戀的生活故事（Without Apology: Old Lesbian Life Stories）》。老年女同性戀者口述歷史項目的文字記錄、錄音、照片和其他資料均存檔於馬薩諸塞州北安普頓史密斯學院圖書館的索菲亞·史密斯婦女歷史博物館（Sophia Smith Collection of Women's History）中。
阿登·埃弗斯梅還在休斯敦市長的提名下擔任休斯敦老齡事務局的官員長達六年的時間。

## 個人生活

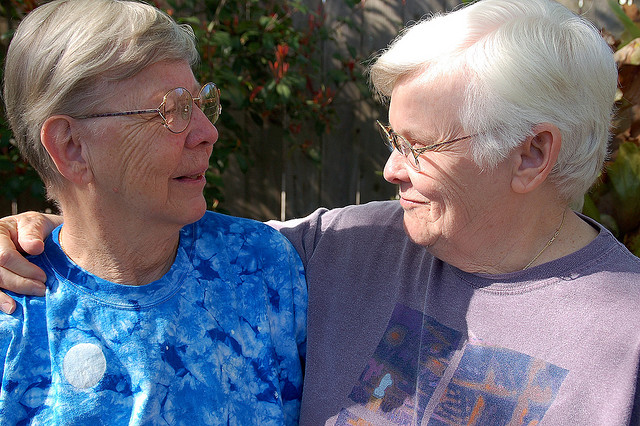
阿登·埃弗斯梅與夏洛特·埃弗里
（2007年攝於休斯敦）

1952年，阿登·埃弗斯梅遇到了她的首任伴侶湯米·拉蘇姆（Tommie Russum）。她們的關係隨著拉蘇姆於1985年去世而結束。
1987年，埃弗斯梅與她的第二任伴侶夏洛特·埃弗里（Charlotte Avery）相遇。她們在2008年結婚，而埃弗里於2018年去世。
2014年，非營利教育組織“全國婦女歷史聯盟”授予阿登·埃弗斯梅“女性品格、勇氣與承諾榮譽”，以表彰她在老年女同性戀者口述歷史項目的工作。除此之外，埃弗斯梅還因為她在五十歲以上女同性戀者組織、老年女同性戀者口述歷史項目和老年女同性戀尋求變革組織的工作而三度獲得休斯敦市的公開表彰；同時還她還獲得了美國能源部所頒發的“女性拓荒者獎”、加拿大大膽慶典所頒發的“大膽女性獎”；並在2017年休斯敦同志驕傲月出任名譽遊行總指揮。
播客“女同性戀故事項目（The Lesbian Story Project）”的創始人瑪麗·斯佩格爾（Mary Speegle）將對阿登·埃弗斯梅的兩次採訪整合成一期45分鐘的播客節目，該節目於2016年10月17日上線發佈。
2022年11月14日，阿登·埃弗斯梅於休斯敦去世，享壽90歲。